# Jamajka na Letnich Igrzyskach Paraolimpijskich 2012
Jamajkę na Letnich Igrzyskach Paraolimpijskich 2012 w Londynie reprezentowało 3 zawodników.

## Kadra

### Lekkoatletyka
Mężczyźni
| Zawodnik            | Konkurencja            | Finał           | Finał |
| Zawodnik            | Konkurencja            | Odległość       | Poz.  |
| ------------------- | ---------------------- | --------------- | ----- |
| Tanto Campbell      | Rzut dyskiem F54/55/56 | 41.66 (972 pkt) | 5     |
| Alphanso Cunningham | Rzut dyskiem F51/52/53 | 24.68 (835 pkt) | 4     |
| Alphanso Cunningham | Rzut oszczepem F52/53  | 21.84 (985 pkt) |       |

Kobiety
| Zawodnik     | Konkurencja           | Finał           | Finał |
| Zawodnik     | Konkurencja           | Odległość       | Poz.  |
| ------------ | --------------------- | --------------- | ----- |
| Sylvia Grant | Rzut oszczepem F57/58 | 19.06 (780 pkt) | 8     |